# Steven Zaillian
Steven Ernest Bernard Zaillian, mais conhecido como Steven Zaillian, (Fresno, 30 de janeiro de 1953) é um roteirista, diretor e produtor de cinema norte-americano. Ganhou fama por ser roteirista de grandes obras cinematográficas.
Seus trabalhos de roteiro mais conhecidos são: Awakenings (Rendeu uma indicação ao Oscar), Mission: Impossible, Gangs of New York (Trabalho que rendeu mais uma indicação ao Oscar), Moneyball, The Girl with the Dragon Tattoo, The Irishman e, sobretudo, Schindler's List, por este filme foi premiado com o Oscar, BAFTA e o Globo de Ouro.

## Filmografia
- 2022 - Deep Water (produção)
- 2019 - The Irishman (roteiro)
- 2016 - The Night Of (roteiro, produção e direção)
- 2011 - The Girl with the Dragon Tattoo (roteiro)
- 2011 - Moneyball (roteiro)
- 2007 - American Gangster (roteiro e produção executiva)
- 2006 - All the King's Men (roteiro, produção e direção)
- 2005 - A Intérprete (roteiro)
- 2002 - Gangs of New York (roteiro)
- 2001 - Hannibal (roteiro)
- 1998 - A Civil Action (roteiro, produção executiva e direção)
- 1997 - Missão Impossível (roteiro)
- 1994 - Clear and Present Danger (roteiro)
- 1993 - Schindler's List (roteiro)
- 1993 - Searching for Bobby Fischer (roteiro e direção)
- 1993 - Jack the Bear (roteiro)
- 1990 - Awakenings (roteiro)
- 1985 - The Falcon and the Snowman (roteiro)
- 1980 - Below the Belt (montagem)
- 1978 - Starhops (montagem)
- 1977 - Kingdom of the Spiders (montagem)
- 1977 - Breaker! Breaker! (montagem)